# 林業地理学
林業地理学（りんぎょうちりがく）とは、森林・林業の地理的分布を明らかにする地理学。
経済地理学の一分野。

## 関連文献
- 藤田佳久著: 日本 ・育成林業地域形成論 古今書院 1995年